# Lindenia; Iconographie des Orchidees
Lindenia; Iconographie des Orchidees (abreviado Lindenia) fue una revista con ilustraciones y descripciones botánicas que fue  editada en Gante & Bruselas desde 1885 hasta 1906. Se publicaron 17 números.